# Concurrent Versions System
Concurrent Versions System (CVS) eller Concurrent Versioning System er et gratis server/klient-baseret system til versionsstyring af især klartekst-filer.
Med CVS har man en lokal kopi af potentielt gamle versioner af filer, hvorimod CVS-serverens version altid betragtes som den nyeste. Et såkaldt Checkout fra serveren downloader serverens version til en lokal Working Copy, som en bruger derefter kan arbejde på. Flere brugere kan have en working copy og dermed sideløbende arbejde på den samme tekst. Serveren accepterer kun check-ins af den senest version af en fil, så det er dermed brugerens ansvar at holde sin egen version opdateret. Det kan give anledning til konflikter, og det er således brugerens eget ansvar at sammenflette indholdet af filerne, men dette styres ofte af klient-softwaren.
CVS anvendes især til at holde styr på kildekode. Man kan også med fordel anvende CVS til f.eks. større LaTeX-tekster, som man arbejder flere sammen om at producere.